# Bernard Kontny
Bernard Karol Kontny (ur. 15 lipca 1957 w Brzegu) – polski kartograf i geodeta, specjalizujący się w geodezji inżynieryjnej, pomiarach deformacji, global positioning systemie, geodezji satelitarnej oraz, geodynamice; nauczyciel akademicki związany z Uniwersytetem Przyrodniczym we Wrocławiu.

## Życiorys
Urodził się w 1957 roku w Brzegu, gdzie spędził swoje dzieciństwo oraz wczesną młodość, Ukończył tam kolejno szkołę podstawową oraz Technikum Elektryczne. W szkole tej w 1977 roku zdał egzamin maturalny. Następnie podjął studia na Oddziale Geodezji Urządzeń Rolnych na Wydziale Melioracji Wodnych Akademii Rolniczej we Wrocławiu, które ukończył zdobywając dyplomy magistra inżyniera w 1982 roku.
Bezpośrednio po ukończeniu studiów podjął pracę na swojej macierzystej uczelni na stanowisku asystenta stażysty w Instytucie Geodezji i Zastosowań Matematycznych (obecnie Instytut Geodezji i Geoinformatyki). Cztery lata później został starszym asystentem, a w 1991 roku adiunktem. W tym samym roku uzyskał stopień naukowy doktora nauk technicznych w zakresie geodezji i kartografii na Wydziale Geodezji i Urządzeń Rolnych Akademii Rolniczo-Technicznej w Olsztynie na podstawie pracy pt. Koncepcja systemu pomiarów oraz geometrycznej analizy i interpretacji deformacji przestrzennych górotworu. Z kolei stopień naukowy doktora habilitowanego nauk technicznych w zakresie geodezji i kartografii uzyskał także na olsztyńskiej uczelni w 2004 roku na podstawie rozprawy nt. Geodezyjne badania współczesnej kinematyki głównych struktur tektonicznych polskich Sudetów i Bloku Przedsudeckiego na podstawie pomiarów GPS. Od 2007 roku jest zatrudniony na stanowisku profesora nadzwyczajnego. W 2013 roku prezydent Polski Bronisław Komorowski nadał mu tytuł profesora nauk technicznych.
Poza działalnością naukowo-dydaktyczną na Uniwersytecie Przyrodniczym pełnił wiele istotnych funkcji organizacyjnych. Od 2005 do 2012 roku był prodziekanem ds. kierunku geodezja i kartografa, a od 2012 roku dziekanem Wydziału Inżynierii Kształtowania Środowiska i Geodezji.
Jest członkiem Polskiej Akademii Nauk – Komitetu Geodezji, w tym Sekcji Geodynamiki Ziemi, Sekcji Sieci Geodezyjnych i Sekcji Geodezji Inżynieryjnej, Komisji Geodezji Satelitarnej Komitetu Badań Kosmicznych PAN oraz Komisji Neotektoniki Komitetu Badań Czwartorzędu PAN. Ponadto jest członkiem Stowarzyszenia Geodetów Polskich, którego uhonoronowano Srebrną Odznaką tej organizacji.

## Dorobek naukowy i odznaczenia
Bernard Kontny jest autorem lub współautorem około 70 prac opublikowanych w czasopismach, zeszytach naukowych i monografiach, blisko 75 prac i abstraktów opublikowanych w materiałach konferencyjnych, a także blisko 50 prac niepublikowanych (maszynopisy, ekspertyzy, sprawozdania z prac badawczych). Należy do współautorów 18 prac opublikowanych w międzynarodowych zespołach autorskich.
Za osiągnięcia naukowo-badawcze dziesięciokrotnie został nagrodzony nagrodą rektora Akademii Rolniczej we Wrocławiu (dwie nagrody indywidualne i osiem zespołowych). Otrzymał też dwukrotnie nagrodę rektora za działalność organizacyjną. Został odznaczony Srebrnym (2006) i Złotym (2023) Krzyżem Zasługi.